# Іллірійські провінції

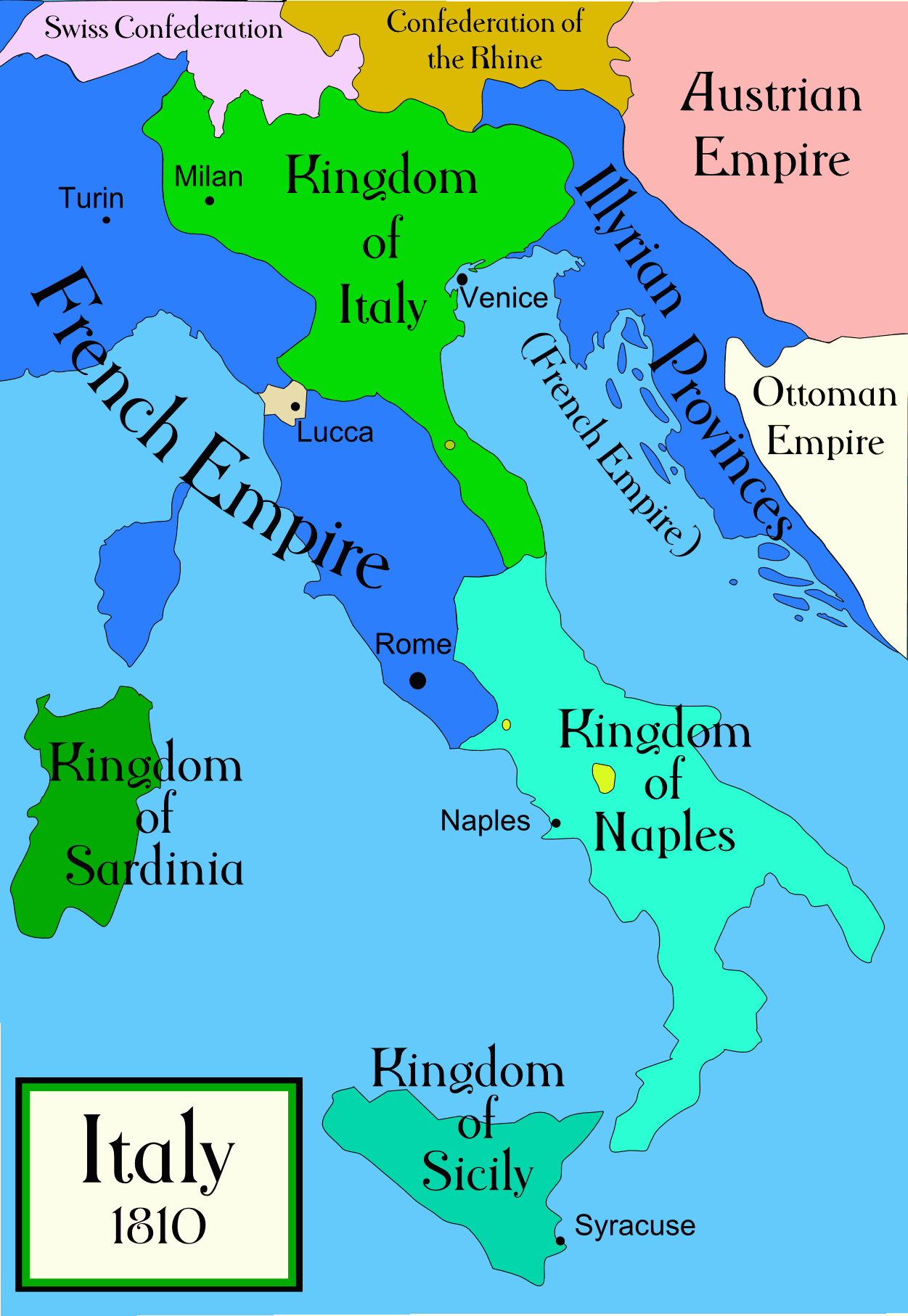
Французька імперія в Італії й Іллірії в 1810.

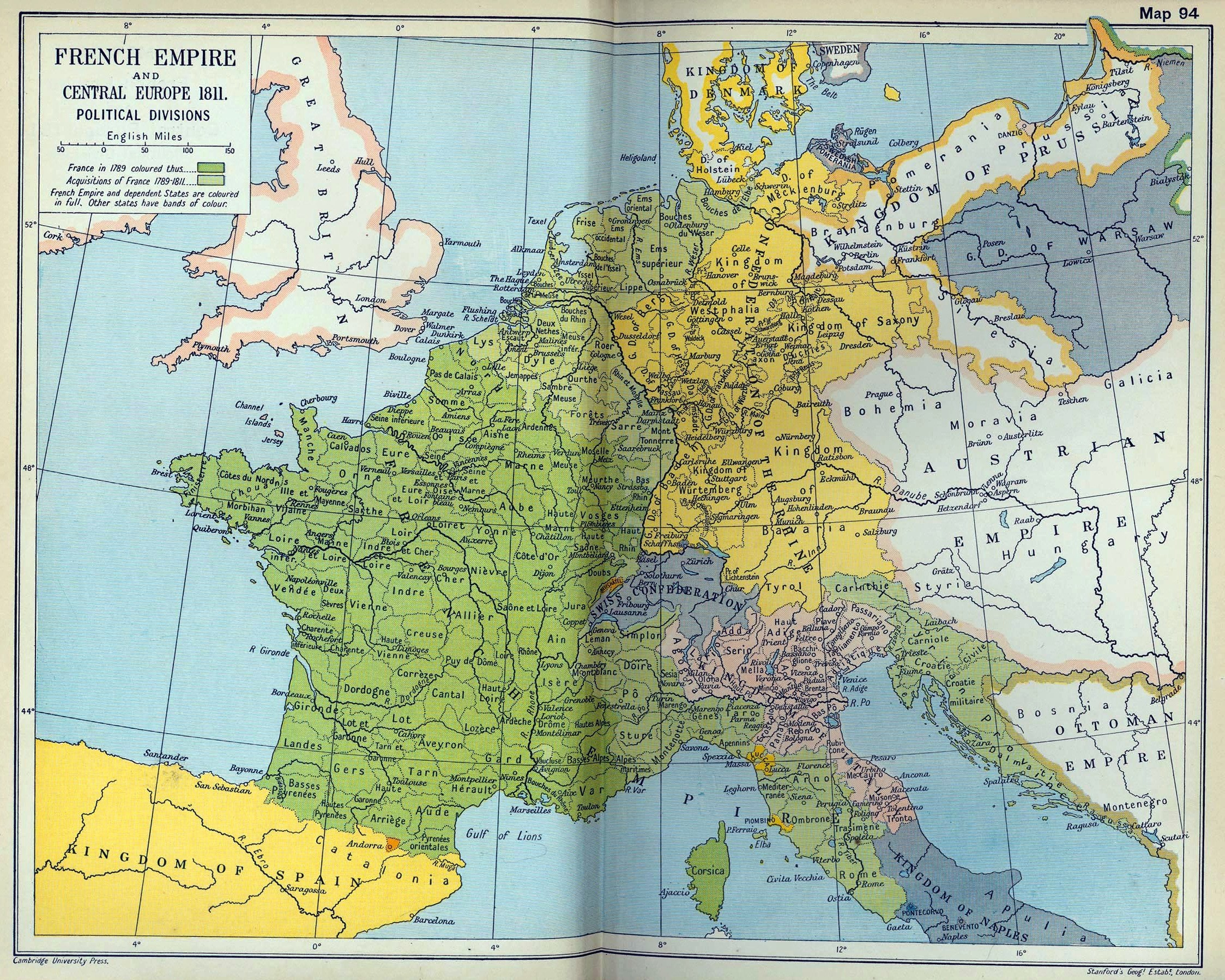
Французька імперія та в її складі Іллірійські провінції в 1811.

Іллірійські провінції (фр. Provinces illyriennes, нім. Illyrische Provinzen, італ. Province illiriche, словен. Ilirske province, хорв. Ilirske pokrajine) землі на півночі і сході узбережжя Адріатичного моря, які були номінально частиною Франції протягом останніх років Наполеона. З сучасної точки зору назва означає «Південно-слов'янські провінції».

## Історія
Іллірійські провінції були створені згідно з Шенбруннським договором в 1809, коли від Австрійської імперії відійшли території Каринтії, Крайни, Хорватії (Чорногорське примор'я) на північний захід від річки Сави, Гориця і Градішка, і Трієст до Французької імперії після поразки австрійців у Ваграмській битві. Ці території, розташовані на північ і схід від Адріатичного моря — Далмації були об'єднані в Іллірійські провінції, як частина Франції, столиця яких була в Любляні (Laibach), в сучасній Словенії. Територія Рагузької республіки, яка була приєднана до Франції в 1808, також була інтегрована в Іллірійські провінції.
Французька адміністрація, під головуванням генерал-губернатора, привнесла цивільне законодавство (цивільний кодекс) в провінції. Це була істотна зміна порядків на словенській та хорватській територіях, які раніше знаходилися під австрійською військовою адміністрацією. Огюст Фредерик Луї Мармон, був першим генерал-губернатором провінції з 8 жовтня 1809 року і займав цю посаду до січня 1811 року. 9 квітня цього ж року був призначений Анрі-Грас'єн Бертран на цю посаду і займав її до лютого 1812 року, 21 лютого його змінив Жан-Андош Жюно. Наступним генерал-губернатором був Жозеф Фуше, з липня 1813 року і займав свою посаду всього один місяць.
У серпні 1813 року, Австрія оголосила війну Франції. Австрійські війська під головуванням генерала Франца Томассиха вторглися в Іллірійські провінції. Хорватські війська, що проходили навчання під егідою Франції перейшли на бік Австрії. Задар здався австрійським військам після 34 днів облоги 6 грудня 1813 року. У Рагузі повстанці вислали французів і сподіваючись на відновлення республіки була створена тимчасова адміністрація. Рагуза була окупована австрійськими військами 20 вересня 1813 року.
Которська затока і її околиці були окуповані в 1813 році військами Чорногорії, яка окупувала терени до 1814 року, коли під тиском іноземних держав князь Чорногорії передав території австрійській адміністрації 11 червня. Британські війська були виведені з окупованих островів Далмації в липні 1815 року після битви при Ватерлоо.

## Адміністративний поділ
Провінції, спочатку складалися з семи провінцій: Каринтія (столиця Лієнц), Істрія (Трієст), Крайна (Любляна), цивільна Хорватія (Карловаць), Військова Хорватія (Сень, Далмація (Задар) і Рагуза і Котор. У 1811 Іллірійські провінції зазнали адміністративної реорганізації. Місцеперебуванням генерал-губернатора стала Любляна; край спочатку був роздільний на 4 інтендантств (Любляна, Карловаць, Трієст, Задар) і 10 пів-інтенданств. Пізніше в тому ж році кількість інтендантств було збільшено до восьми — Філлах, Гориція, Рієка і Рагуза (Дубровник) були зведені в ранг інтендантств. Були створені дві торговельні палати, в Трієсті і в Рагузі.